# El Quisco
El Quisco ist eine Stadt und Gemeinde in der Provinz San Antonio in der Región de Valparaíso in Chile. Bei der Volkszählung im Jahr 2017 hatte sie 15.955 Einwohner. Die Gemeinde erstreckt sich über eine Fläche von 50,7 km².
Das Wort „Quisco“ bezieht sich auf Echinopsis chiloensis, eine Kaktusart, die an der zentralen Küste Chiles heimisch ist. Es leitet sich vom Quechua-Wort khishka ab, was „Dorn“ bedeutet.

## Geschichte

### Frühe Geschichte
Entlang der Küste von El Quisco wurden wichtige archäologische Funde aus der präkeramischen Periode und der späten keramischen Periode gefunden. El Quisco war unter anderem ein Zentrum der El Bato und Llolleo-Kulturen, und ihre Präsenz fiel mit den Daten der El-Molle-Kultur weiter nördlich zusammen.
Die Bato-Kultur entstand zwischen 400 und 300 v. Chr. und hatte gemeinsame kulturelle Merkmale mit der Molle-Kultur. Typisch für diese Kultur war die Verwendung eines Tembetá (ein Metall- oder Steinstab, der für Unterlippenpiercings verwendet wurde). Darüber hinaus wurden Mörser gefunden, die zum Mahlen von Gemüse und Mineralien verwendet wurden. Hinweise auf diese Gruppe wurden in Trebulco und in La Manresa in der Nähe von Lonquén gefunden. Ihren Höhepunkt erreichte die Kultur zwischen 400 und 500 n. Chr., sowohl an der Küste als auch im Landesinneren, und in der präandischen Zone blieb die Kultur bis etwa 900 n. Chr. bestehen.
Die El-Molle-Kultur entstand um 300 n. Chr. in Chile in den Quertälern der Flüsse Copiapó und Choapa, mit großen Einwanderungsströmen aus Brasilien, aus den tropischen Dschungeln des Chaco, der argentinischen Pampa und aus Peru.

### Mapuche-Zeit
In jüngerer Zeit lebten die Picunche zwischen zwei wichtigen Flüssen: dem Choapa und dem Itata. Sie waren sesshafte Bauern und bauten Kürbisse, Mais, Bohnen und Chili an. Dort, wo sie lebten, gab es reichlich Wasser und das Klima war heiß. Sie züchteten Tiere, insbesondere Lamas und Guanakos, die Fleisch als Nahrung und Wolle für Kleidung lieferten. Sie lebten in kleinen Dörfern in Gruppen von etwa 300 Menschen. Ihre Häuser bestanden aus Lehm und hatten Dächer aus Totora. In jedem Haus lebten etwa 30 Menschen: ein Vater, Ehefrauen, Kinder und andere nahe Verwandte. Männer gaben die Befehle und leiteten die Arbeit: Die höchste Autorität war der Vater und nach ihm der älteste Sohn. Nur in Notfällen, insbesondere in Kriegen, gab es einen Häuptling als Anführer. Dennoch herrschte in den Dörfern Frieden.

### Inka-Zeit
Das Gebiet war Teil des Inkareiches, insbesondere von Qullasuyu. Um ihre Herrschaft zu sichern und Inka-Bräuche einzuführen, gründeten die Inka-Herrscher zahlreiche Kolonien von Mitimaes, Bauern und friedlichen Handwerkern, die aus verschiedenen Teilen des Reiches kamen: Aymara, Quechua und Atacameño. Diese ausländischen Siedler gründeten zahlreiche Dörfer mit Namen, die an ihre Herkunftsorte erinnern.

### Spanische Siedlung
Die ersten Hinweise auf eine spanische Kolonisierung in der Gegend von El Quisco stammen aus dem Jahr 1570, als die spanische Familie von Alonso de Córdoba die Kontrolle übernahm. Früher hieß es Huallilemu (von Mapudungun: „Eichenwald“) und dann El Totoral, nach den vielen Totoras dort.

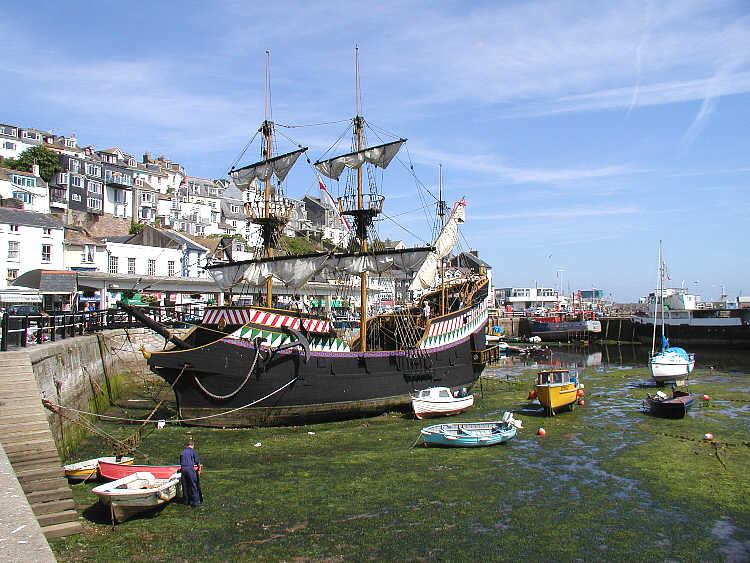
Nachbildung der Golden Hinde

Nach 1578 wurden El Quisco und die umliegenden Orte zu Verstecken für Piraten wie die Engländer Francis Drake, Thomas Cavendish und Richard Hawkins sowie Niederländer wie Olivier van Noort und Joris van Spilbergen. Wahrscheinlich machte Francis Drake im Dezember 1578 mit seiner Galeone Golden Hinde in der Bucht fest. Er reiste mit zwei Personen, Christopher und Cosmas, den ersten japanischen Entdeckern, die den Globus umrundeten, die nur unter ihren Vornamen bekannt waren.
Am Ende der Kolonialzeit betrieben bereits viele ausländische Schiffe illegalen Handel an der chilenischen Küste, darunter englische, niederländische, französische und amerikanische Piraten. Die ausländischen Piraten operierten im Allgemeinen mit der Unterstützung chilenischer Kreolen, die zwar in Chile geboren, aber europäischer Abstammung waren, und sahen in den Einmischungsversuchen der spanischen Behörden einen weiteren Beweis für die Arroganz des spanischen Kolonialsystems.

### Heute
Die Gemeinde El Quisco wurde am 30. August 1956 unter der Präsidentschaft von Carlos Ibáñez del Campo gemäß der Satzungsverordnung Nr. 12110 gegründet.

## Bevölkerung
Laut der Volkszählung des National Statistics Institute aus dem Jahr 2002 erstreckte sich El Quisco über eine Fläche von 50,7 km² (20 Quadratmeilen) und hatte 9467 Einwohner (4815 Männer und 4652 Frauen). Davon lebten 8931 (94,3 %) in städtischen Gebieten und 536 (5,7 %) in ländlichen Gebieten. Die Bevölkerung wuchs zwischen den Volkszählungen 1992 und 2002 um 55,3 % (3370 Personen). Laut der Volkszählung von 2017 beläuft sich die Bevölkerung der Gemeinde auf 15.955 Einwohner.

## Kultur und Sehenswürdigkeiten

### Dock

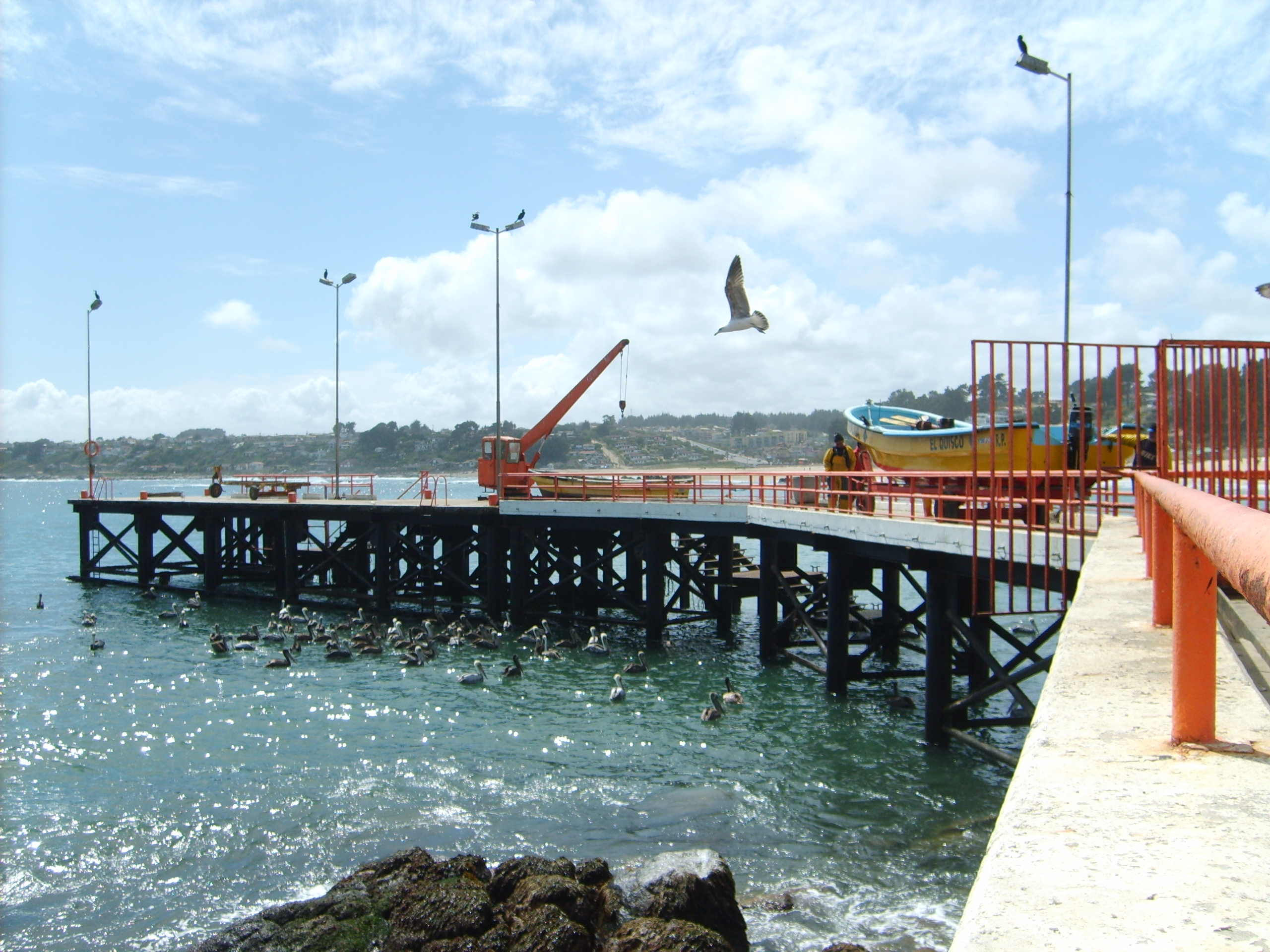
Dock

Im Februar 1998 eröffnete der Minister für öffentliche Arbeiten, Ricardo Lagos, der spätere Präsident der Republik (2000–2006), den neuen Pier. Das Gebiet umfasst 1000 Quadratmeter mit einem Kopf von 26 Metern Länge, 7 Metern Breite und 3 Metern Tiefe.

### San Pedro Monolith
Neben dem Pier hatte er auch einen alten Traum verwirklicht. Ein Monolith, der von einer Statue des Schutzpatrons der Fischer, des Simon Petrus, gekrönt wird. Im Teil des Monolithen, der dem Meer zugewandt ist, befindet sich ein typisches Boot. Hinter der Statue sind die Namen der Fischer eingraviert, die auf See ihr Leben verloren haben.

### Fischerbucht

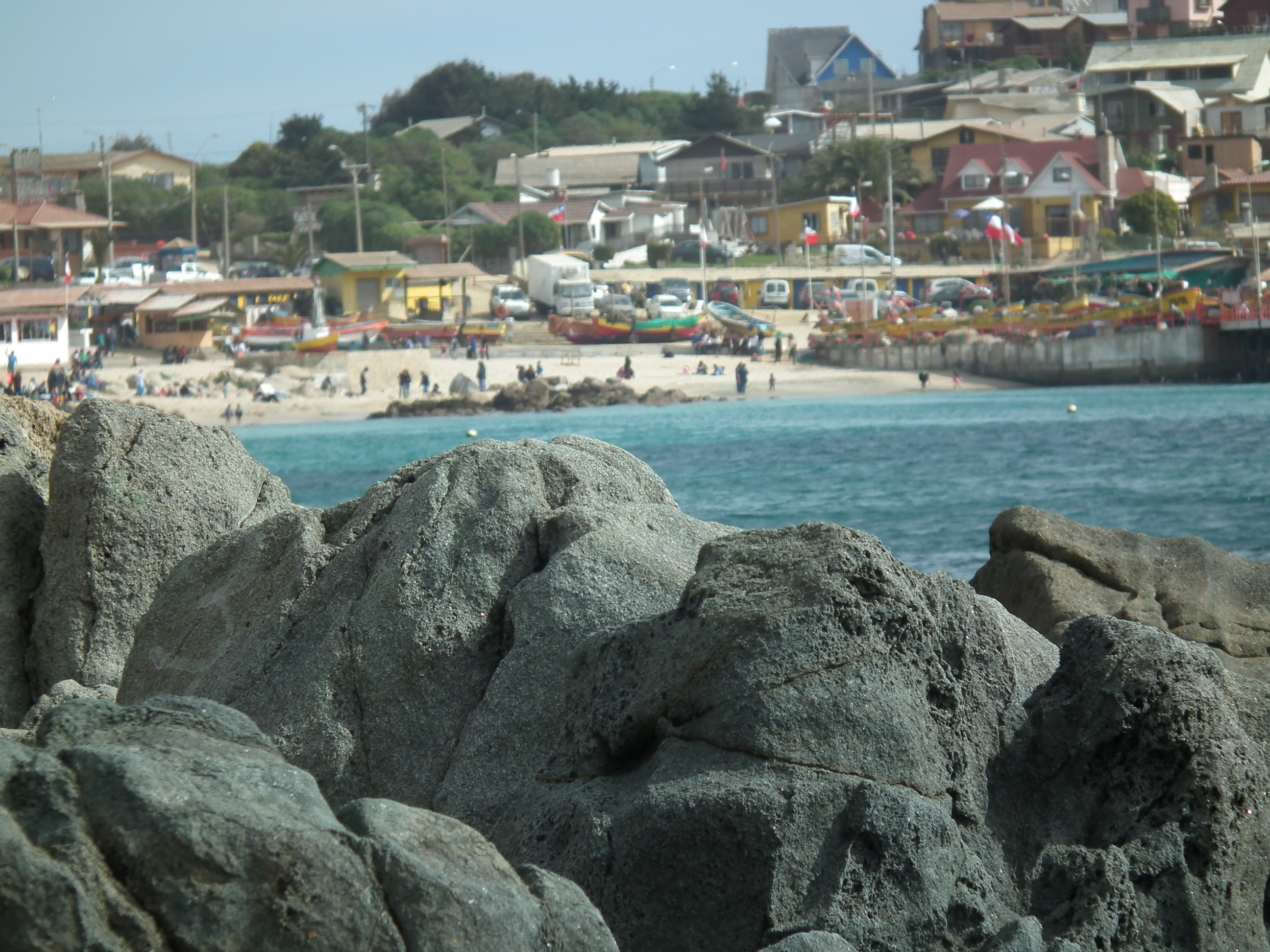
Fischerbucht von El Quisco

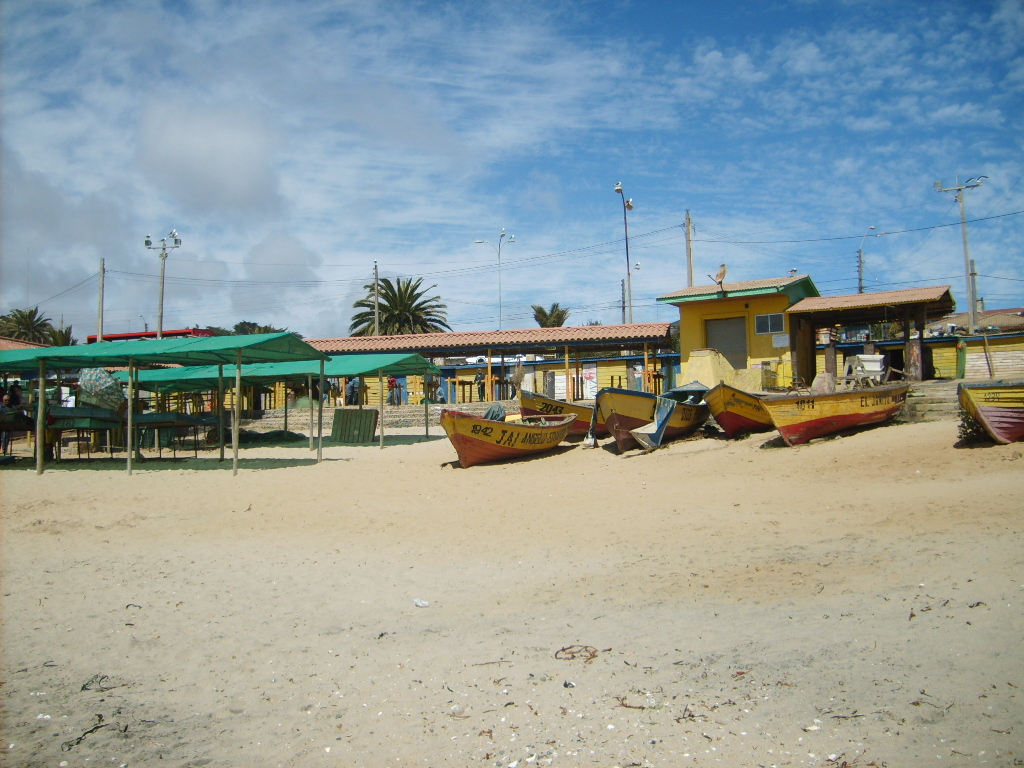
Handwerkliche Fischerbucht von El Quisco

Diese Stadt wurde in einer alten Fischerbucht gegründet, deren Ursprünge vermutlich vorspanisch sind. Der Landbesucher Ginés de Lillo beschrieb bereits Fischer aus Pago de Pico in dieser Gegend. Sie waren Promaucaes oder Picunches.
Die derzeitige Präsenz der Fischer hält jedoch nicht lange an. Im Jahr 1940 gab es nur zwei Fischer. Einer anderen Quelle zufolge gab es 1935 sechs Fischer. Die Zahl der Fischer wuchs langsam und 1952 gab es acht unabhängige Taucher. Die Fischer errichteten ihren Wohnsitz in der Nähe der Bucht und der Fang wurde sowohl für den Inlandsverbrauch als auch für den Verkauf verwendet. Hauptsächlich werden Lokomotiven und Seeigel gefangen. Im Jahr 1953 erschien das erste motorisierte Boot, eine Penta 8 HP. 1955 stieg die Zahl der Fischer auf 15 bis 20 und die Zahl der Handwerksboote auf 10. 1997 gab es 36 Boote, davon sieben Barkassen, die größer und moderner sind, sowie 20 Handwerksboote. Mit der steigenden Zahl der Fischer veränderte sich auch die soziale Landschaft. Der Übergang zu einem Sommerresort brachte neue Akteure mit neuen Interessen, wirtschaftlicher Macht und Einfluss mit sich und begann den aktuellen Kampf um den physischen Raum der Bucht. Als die Preise für Grundstücke in der Nähe des Meeres stiegen, wuchs auch der Druck auf die Fischer, die Orte zu verlassen, an denen sie ihre Häuser gebaut hatten. Sie mussten sich an weiter entfernten Orten niederlassen.